# Thea Thorsen
Thea Thorsen, née le 15 mars 1992 est une coureuse cycliste norvégienne, professionnelle au sein de l'équipe Hitec Products de 2012 à 2018.

## Palmarès
- 2009
  -  Championne de Norvège du contre-la-montre junior
- 2010
  -  Championne de Norvège du contre-la-montre junior
- 2011
  - 3e du championnat de Norvège du critérium
- 2012
  - 3e du championnat de Norvège du critérium
- 2013
  -  Championne de Norvège du critérium
  - 6e du championnat d'Europe du contre-la-montre espoirs
- 2017
  - 2e championnat de Norvège du contre-la-montre

## Classements mondiaux
| Année                                 | 2012 | 2013 | 2014 | 2015 | 2016 | 2017 | 2018 |
| ------------------------------------- | ---- | ---- | ---- | ---- | ---- | ---- | ---- |
| Classement UCI                        | 427e | 430e | nc   | 490e | 668e | 278e | 440e |
| UCI World Tour                        |      |      |      |      | nc   | 132e | 268e |
|                                       |      |      |      |      |      |      |      |
| Légende : nc = non classéSource : UCI |      |      |      |      |      |      |      |